# Schlegel (Zittau)
Das Dorf Schlegel bildet mit dem Weiler Burkersdorf einen Ortsteil der Stadt Zittau in der südöstlichen Oberlausitz. Der Ort hat rund eintausend Einwohner und liegt im Landkreis Görlitz im Freistaat Sachsen. Bekannt ist Schlegel unter anderem durch das Naherholungsgebiet Schlegler Teiche, die ehemalige Ausflugsgaststätte Schlegler Mühle, die Schlegler Blasmusikanten und den dort hergestellten Oberlausitzer Baumkuchen.

## Geographie

### Lage und Ausdehnung
Der Ort liegt im südöstlichen Teil des Landkreises im Tal des Kemmlitzbaches und erstreckt sich dabei über eine Länge von etwa 4,5 Kilometern. Östlich des Dorfes verläuft die Bundesstraße 99 zwischen Hirschfelde und Ostritz. Historisch gesehen ist Schlegel ein Waldhufendorf, entwickelte sich aber mit der Zeit zu einem Straßendorf. Die markanteste Erhebung auf dem Gebiet des Ortes ist der Schlegelberg. Im Osten und Nordosten befindet sich der Klosterwald, im Südwesten der Oberwald.

### Nachbarorte
Insgesamt grenzen sieben Orte an Schlegel. Dies sind Neundorf im Nordwesten, Dittersbach im Norden, Ostritz im Nordosten, Rosenthal im Südosten, Dittelsdorf im Süden, Wittgendorf im Südwesten und Großhennersdorf im Westen.

## Geschichte

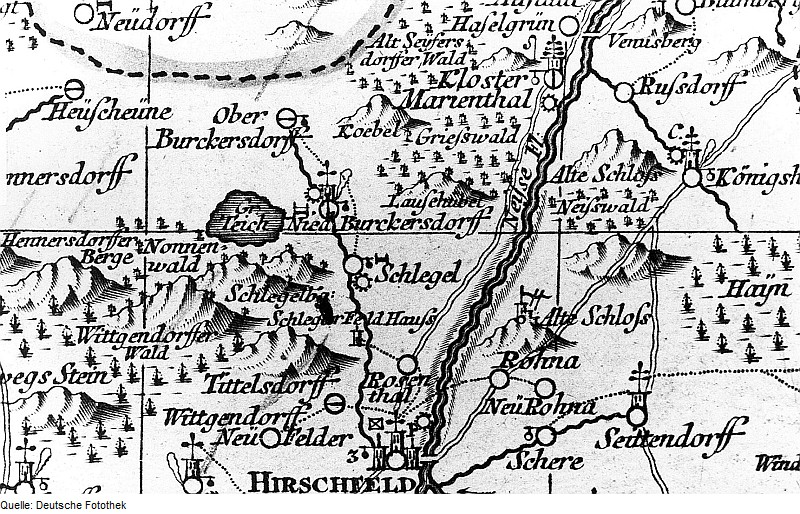
Schlegel auf der Oberlausitzkarte von 1759

Wann Schlegel gegründet wurde, ist nicht bekannt. Man geht aber davon aus, dass der Ort durch die Einwanderung von fränkischen und schwäbischen Siedlern entstand. Es gibt auch Vermutungen, dass Schlegel als Vorwerk von der Herrschaft der Burg Ronow angelegt wurde.
Die erste urkundliche Erwähnung des Dorfes findet sich auf einer Verkaufsurkunde vom 18. Dezember 1287, durch die Johann von Michelsberg Schlegel an das Kloster St. Marienthal abtrat. Bis ins 19. Jahrhundert blieb der Ort in klösterlichem Besitz. Im Gegensatz zu dem adlig beherrschten Burkersdorf mussten die Schlegler Bauern nur sehr geringen Abgaben leisten. Dennoch war es ihnen unter Strafe verboten ohne herrschaftliche Erlaubnis ihren Kindern ein Handwerk beizubringen, auszuwandern oder sogar Tabak zu rauchen. Der Dreißigjährige Krieg traf das Dorf schwer, nach 1648 lagen so vier Bauerngüter wüst.
Als ursprüngliches Gewerbe betrieben viele Schlegler Ackerbau und Hausweberei. Während der Industrialisierung entstanden in Hirschfelde viele Fabriken, die auch Arbeiter aus Schlegel anlockten. Am 1. Juli 1950 wurde Burkersdorf, das schon vorher durch eine gemeinsame Kirchen- und Schulgemeinde mit Schlegel verbunden war, nach Schlegel eingemeindet. Durch die Kollektivierung der Landwirtschaft entstanden auch in Schlegel 1960 drei Landwirtschaftliche Produktionsgenossenschaften.
Die eigenständige Gemeinde Schlegel bestand bis Ende 2004 und wurde zum 1. Januar 2005 nach Hirschfelde eingemeindet. Zum 1. Januar 2007 wurde Schlegel zusammen mit Hirschfelde in Zittau eingegliedert.

### Bevölkerungsentwicklung
| Jahr       | Einwohner |
| ---------- | --------- |
| 1558       | 100       |
| 1777       | 450       |
| 1834       | 800       |
| 1855       | 878       |
| 1871       | 879       |
| 1890       | 822       |
| 1910       | 662       |
| 1925       | 766       |
| 1939       | 761       |
| 1946       | 1105      |
| 1950       | 1744      |
| 1964       | 1433      |
| 1990       | 1088      |
| 2000       | 1136      |
| 31.10.2007 | 1030      |
| 31.10.2008 | 1012      |
| 31.10.2009 | 996       |
| 31.10.2010 | 979       |
| 31.10.2011 | 959       |
| 31.10.2012 | 953       |
| 31.03.2016 | 916       |

Im Jahr 1558 wirtschafteten in Schlegel 20 besessene Mann, 1777 lebten dagegen schon 13 besessene Mann, zwei Gärtner und 75 Häusler im Ort.
Die erste Bevölkerungserhebung in Sachsen, in der nicht die Besitzverhältnisse, sondern jeder einzelne Einwohner gleichwertig gezählt wurde, erfolgte im Jahr 1834, damals lebten 800 Personen im Ort. Die Bevölkerung vergrößerte sich innerhalb der nächsten Jahrzehnte nur minimal auf 878 Einwohner im Jahr 1855, fiel aber bis 1910 auf 662. Bis zum Ende des Zweiten Weltkriegs wuchs die Einwohnerzahl auf etwa 760 Bewohnern. Nach Ende des Krieges fanden viele Flüchtlinge in Schlegel eine neue Heimat, so dass die Bevölkerung auf knapp 1150 Einwohner anwuchs. Ihren historischen Höchststand erreichte die Einwohnerzahl im Jahr 1950 nach der Eingemeindung von Burkersdorf. Durch die schlechte wirtschaftliche Situation der Region und den Effekt der Überalterung leben heute knapp unter 1000 Personen im Ort.

### Ortsnamenformen
Ortsnamensformen von Schlegel sind unter anderem Slekel (1287), Slegil (1334), Slegel (1416), Schlegel (1558) und Schlegel b. Ostritz (1875). Der Ortsname leitet sich vom althochdeutschen Wort slegil, einem Werkzeug zum Schlagen, ab. In abgeleiteter Form könnte dies auf eine kleine Rodung hindeuten, da die Oberlausitz in früheren Zeiten stark bewaldet war. Heute ist die Form Schlegel gebräuchlich.

## Kultur und Sehenswürdigkeiten

### Dialekt
In Schlegel wird eine Abart der Oberlausitzer Mundart gesprochen, die zu den oberdeutschen Kürzungsmundarten gezählt wird. Ein typisches Merkmal dieser Mundarten ist ein Vokalschwund, im Schlegler Dialekt zeigt sich dieser sehr deutlich. So wird etwa das Wort gesehen zu  gsahn oder Eidechse zu Eidechs. Als weitere Eigenart gilt eine Vorliebe für Klänge, Formen und Wörter aus dem Schlesischen. Die knappe Sprechweise und der damit verbundene eigentümliche Sprachakzent gelten als weitere Charakteristika. Wie fast in der gesamten Oberlausitz stirbt aber auch dieser Dialekt langsam aus, die Jugend spricht heute nur noch mit relativ geringer Dialektprägung.

### Bauwerke

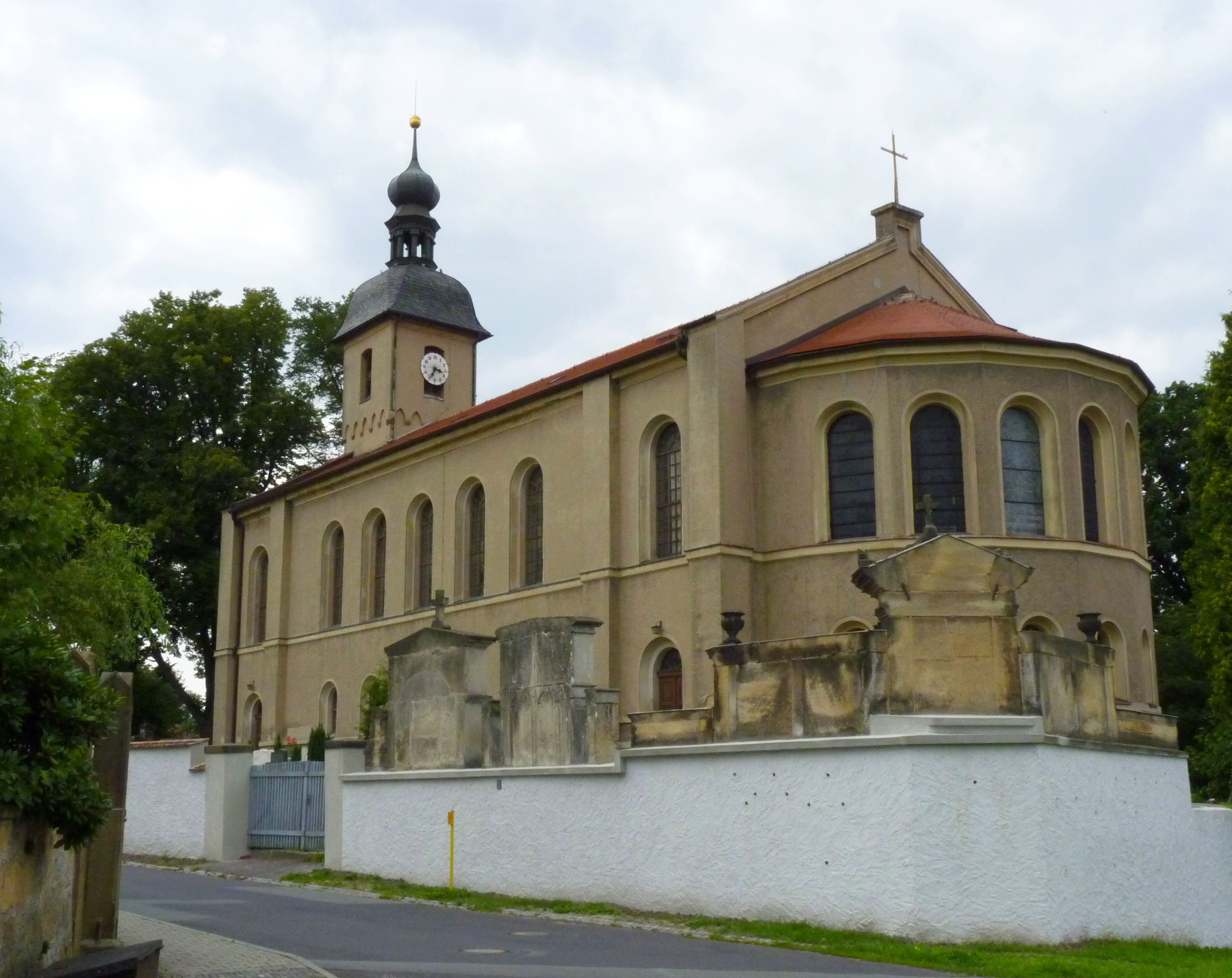
Die Johanniskirche in Schlegel

Die Schlegler Johanniskirche gilt als eine der ältesten Historismus-Saalkirchen in der Region. Sie wurde vom Zittauer Architekten Carl August Schramm entworfen, ihre Weihe fand 1845 statt. Sie verfügt über drei Buntglasfenster, die im Altarraum für ein interessantes Farbspiel sorgen. Heute gehört die Kirchgemeinde Schlegel zur Region Siebenkirchen.
Der Friedhof in Schlegel zählt seit der Eingemeindung 2007 zur Gruppe der Friedhöfe in Zittau. Er ist aus einem historischen Kirchhof hervorgegangen und wird als konfessionelle Begräbnisstätte von der Kirchgemeinde Siebenkirchen-Dittelsdorf im Kirchenbezirk Löbau-Zittau der Evangelisch-Lutherischen Landeskirche Sachsens verwaltet.
Die ehemalige Wassermühle Schlegler Mühle wurde 1715 erbaut. Bis 2010 war sie ein Landgasthof und eine Pension. Als Besonderheit wurde hier ein Urlaub mit eigenen Pferden angeboten. Mit der Schließung zum 31. Oktober 2010 aus wirtschaftlichen Gründen und dem Verkauf der Immobilie endet eine lange Tradition der Gastbewirtung in Schlegel.

### Gedenkstätten
An der ehemaligen Schule in der Dorfstraße 69 erinnert eine Gedenktafel an den im Ort gebürtigen Lehrer und Widerstandskämpfer Alfred Schmidt-Sas, der 1943 in Berlin-Plötzensee ermordet wurde.

## Persönlichkeiten
Folgende Personen wurden in Schlegel geboren oder wirkten hier:
- Christian Gottlob Thube (1742–1826), evangelischer Theologe, Mystiker und Prophet
- Carl August Schramm (1807–1869), Baumeister
- Hermann Knothe (1821–1903), Landeshistoriker der Oberlausitz
- Alfred Schmidt-Sas (1895–1943), Volksschullehrer, Musiker und Widerstandskämpfer gegen die Nationalsozialisten
- Regina Wollmann (1941–2023), römisch-katholische Ordensschwester und Äbtissin des Klosters St. Marienthal
- Heinz Richter (* 1947), Radrennfahrer